# Краєвидний провулок (Київ)
Краєви́дний прову́лок — провулок у Деснянському районі міста Києва, котеджне селище Деснянське. Пролягає від вулиці Олександра Білаша до кінця забудови.

## Історія
Сформувався на початку 2010-х років як один з провулків котеджного селища Деснянське. Сучасна назва — з 2011 року.
До 1970-х років у Києві також існував Краєвидний провулок у Воскресенській слобідці.